# Bagaza-Beurco
Bagaza-Beurco (en euskera y oficialmente: Bagatza-Beurko) es el distrito número 6 correspondiente a las divisiones administrativas de Baracaldo en Vizcaya, España. Se divide en los barrios de Bagaza, Beurco y Santa Teresa.
Está situado al norte de la localidad y limita al norte y oeste con el río Galindo (afluente del Nervión), al este con el barrio de Lasesarre, al sur con el barrio de San Vicente y al suroeste con el barrio llamado Centro. 
Históricamente ha sido conocido por varios nombres: Santa Teresa, Santa Teresa-Beurco, Santa Teresa-Bagaza, Santa Teresa-Bagaza-Beurco hasta el actual Bagaza-Beurco (tanto en sus denominaciones en castellano como en euskera). Si bien para referirse al distrito se suele utilizar indistintamente el nombre de cualquiera de los tres barrios al no haber una frontera clara entre ellos.

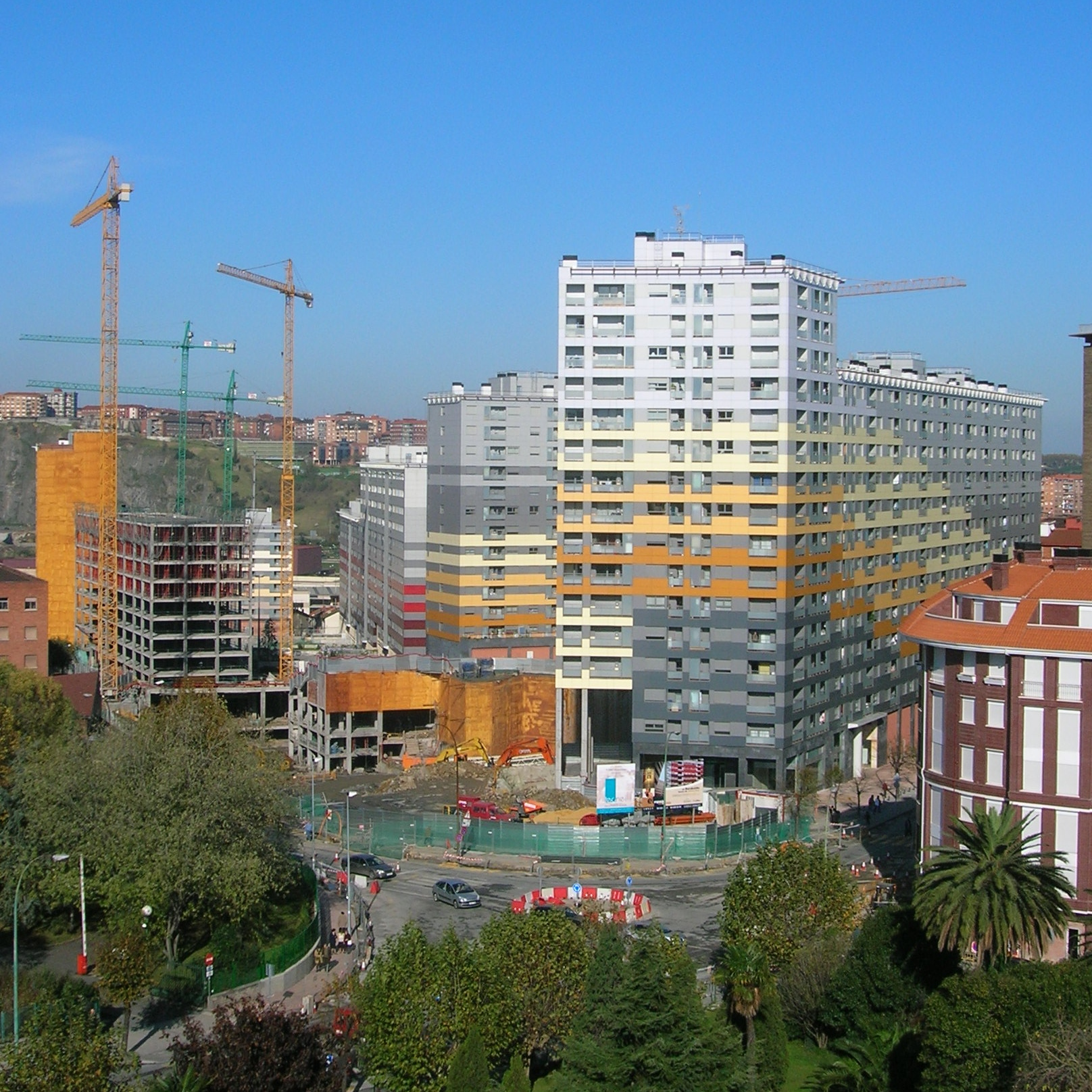
Construcciones de nuevos edificios de viviendas (Beurko Berria) en 2005.

## Barrios

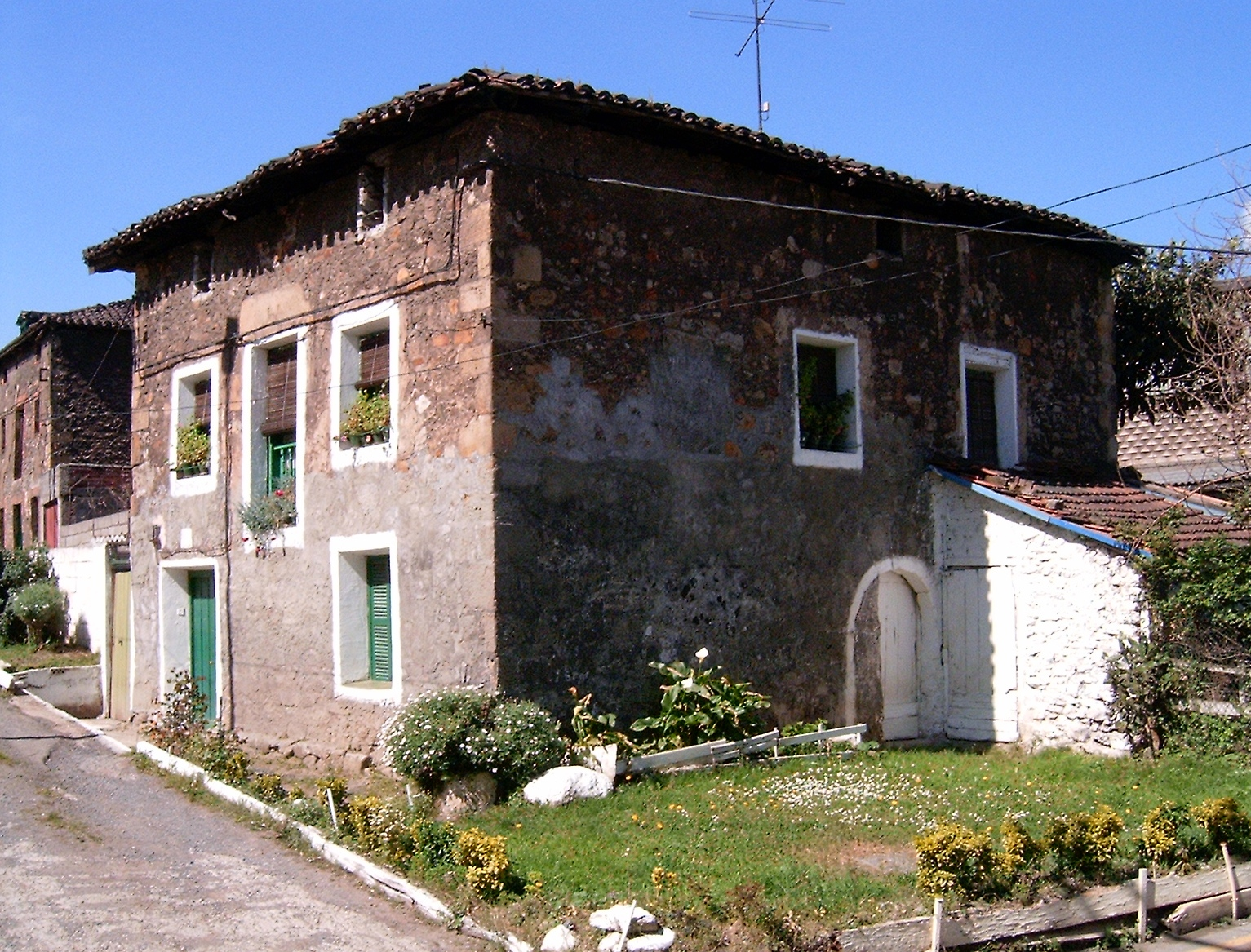
Casa torre de Beurco situada en Beurco Viejo (aún en pie).

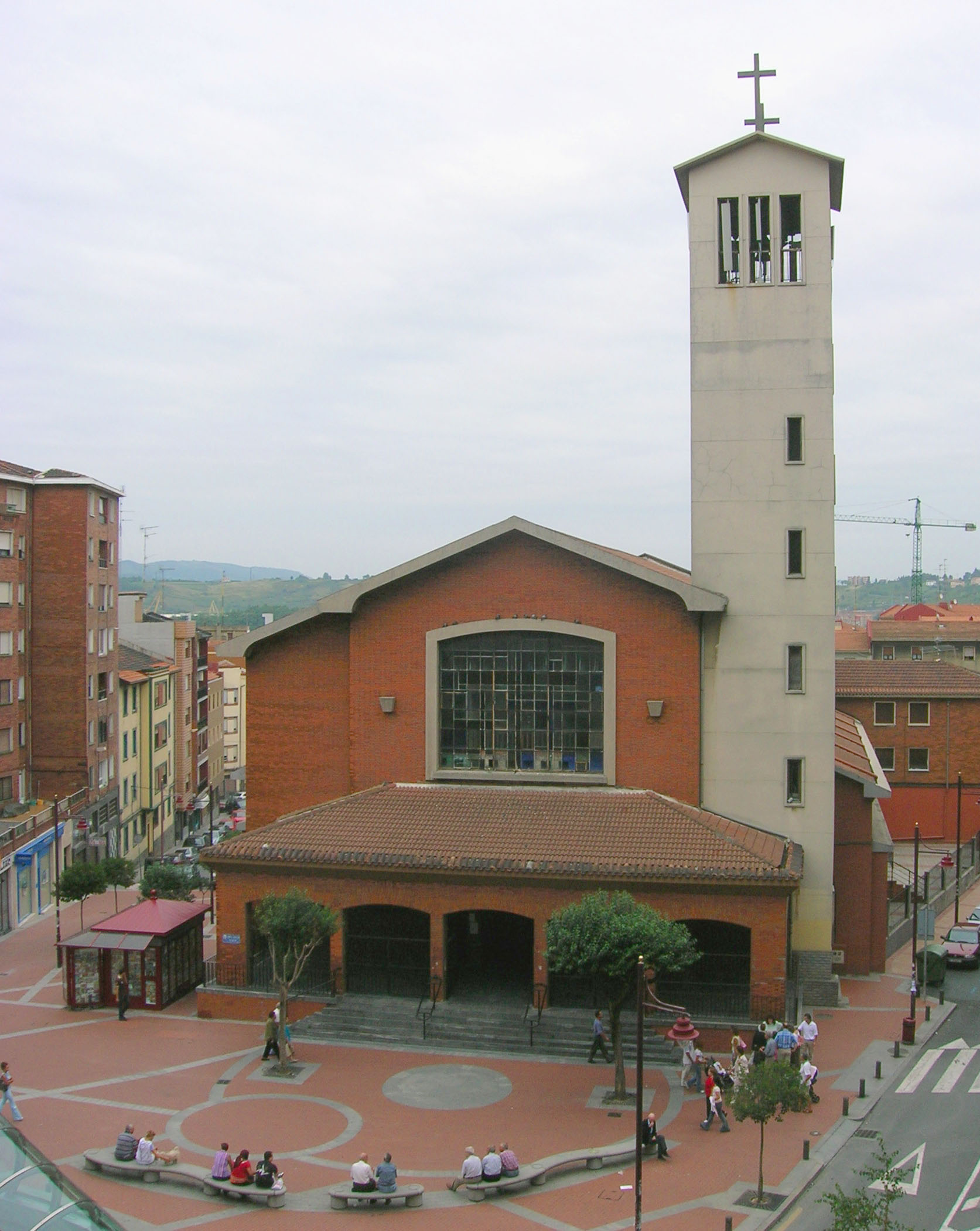
Plaza de Santa Teresa e iglesia homónima.

### Bagaza
Este barrio está formado por la calle del mismo nombre, la parte sur de la avenida de la Libertad (antigua avenida de la Argentina) y la zona cercana al río Galindo entre los barrios de Beurco y Lasesarre. Es decir, prácticamente toda la zona norte del distrito.

### Beurco
Es un barrio prácticamente nuevo tras la demolición de las antiguas casas afectadas por aluminosis, en una actuación urbanística llamada "Beurko Berria" que se compone de varios edificios de más de 50 m. De ese grupo de casas construidas en los años 50 solo sobrevivieron las casas más cercanas a Bagaza conocidas como "Las Sindicales" ya que no tenían daños estructurales, esas se las puede reconocer porque están situadas entre las calles con nombres de montes del Gran Bilbao como Apuco y Ganekogorta.
Paradójicamente del viejo barrio tan solo quedan las casas más antiguas (caseríos) en la zona llamada "Beurco Viejo", cercana al río Galindo, que no han tenido daños estructurales y se han mantenido en pie aunque muchas ya están deshabitadas. Dentro de esta zona y extendiéndose hacía el barrio de Bagaza, paralelamente al río Galindo (actuales calles Beurko Viejo e Ibaibe), se encontraban pequeñas huertas dentro de un humedal, una fábrica en ruinas e incluso chabolas que han dado paso a un pequeño polígono industrial y a una pequeña carretera de circunvalación con un carril-bici.
Ya antaño era un barrio con una alta densidad de población. A causa de la sustitución de las viviendas afectadas por aluminosis, y la nueva actuación urbanística ha aumentado aún más esa densidad (sobre todo en el centro del barrio). Las únicas zonas donde baja la densidad es en "Beurco Viejo" y donde están los centros de enseñanza, situados al oeste del barrio: Ikastola Ibaibe, Instituto Beurko, Instituto de educación secundaria Minas, Colegio San Vicente de Paúl y la Escuela Universitaria de Ingeniería Técnica de Minas y Obras Públicas de la Universidad del País Vasco.
Al tener ese tipo de construcciones tan características (o muy nuevas o muy viejas) es el barrio que mejor se puede distinguir de los tres viendo solo el tipo de construcción.

### Santa Teresa
Santa Teresa se compone principalmente de la plaza de mismo nombre y de parte de las calles que acceden a ella desde el centro de Baracaldo situadas en el sur del distrito: avenida de la Libertad (antigua avenida de la Argentina) y avenida Miranda; y la calle que une estas dos: Gabriel Aresti. Aparte de la plaza uno de los símbolos de este barrio es el conocido popularmente como "Edificio Argentina" (entre las mencionadas Avénidas y la calle) uno de los primeros edificios residenciales de más de 50 m que se construyeron en Vizcaya, concretamente en el año 1969.
También pertenecen a este barrio otras pequeñas calles situadas al este del distrito y que también acceden al centro del municipio.

## Historia

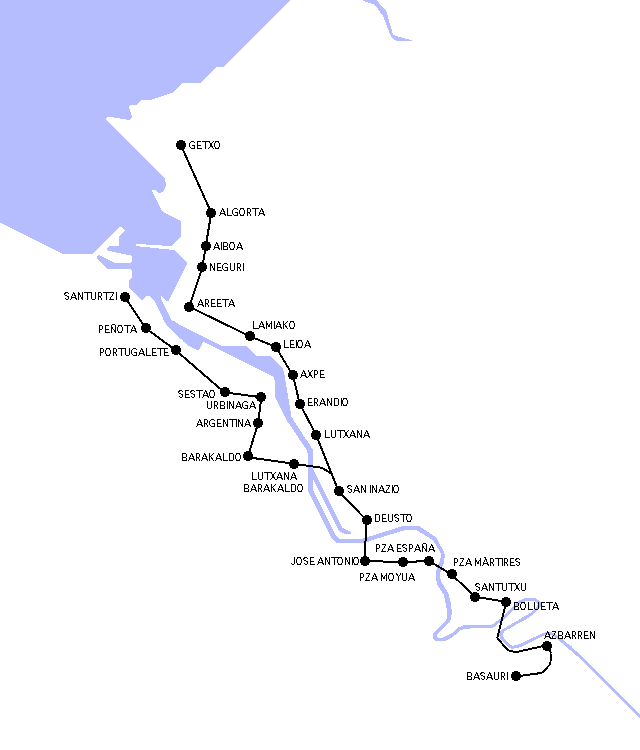
Proyecto primitivo del Metro Bilbao, en 1985, con la parada de "Argentina".

Los primeros documentos de Beurco datan del año 1528 como "Lugar de Beurco" mencionado en los escritos del Conde Pedro de la Casa. En 1600 aparece Bagaza como "Lugar de Bagaza". Ya en 1957, tras la ampliación del barrio de Beurco hacia el sur, con la construcción de las viviendas que en los años 90 fueron afectadas por aluminosis, la zona primitiva de Beurco fue denominada Beurko Viejo llamándose la nueva zona Beurco.
El origen de Santa Teresa es mucho más moderno y va unido a la construcción de la avenida de la Argentina (actual avenida de la Libertad) que comunica el distrito con el centro de la ciudad, hace alusión a la iglesia del mismo nombre y su plaza se considera el centro del distrito al ser un cruce de avenidas y barrios: la mencionada avenida de la Libertad con el barrio de Bagaza y con la avenida Miranda (que va hacia el Hospital de San Eloy en el barrio de San Vicente, aunque algunos documentos también lo meten en el barrio de Santa Teresa). En 1982 se cambió el nombre de esa avenida principal pero popularmente se la sigue conociendo como "avenida de la Argentina".

## Comunicaciones

### Carreteras
- BI-745 Baracaldo-Valle de Trápaga (carretera a San Vicente)

### Transporte público
Sus tres barrios se encuentran perfectamente comunicados por las diferentes salidas de la parada Bagatza del metro, situada en la línea 2; además de paradas de varias líneas de Bizkaibus que lo sitúa, en el mejor de los casos, a menos de 15 minutos del centro de Bilbao. También hay una parada de los autobuses de Encartaciones S.A. con destino/origen Castro Urdiales.
El bus urbano de la ciudad Kbus tiene 3 paradas de la línea 1: Bagatza 3 y Beurko (Avenida Miranda Et.) en el recorrido de ida y Santa Teresa (Avenida La Libertad Et.) en el recorrido de vuelta.
También se prevé que pasará, y tendrá al menos una parada, el futuro Tranvía de Baracaldo.